# Théophile-Pierre Bédard
Pour les articles homonymes, voir Bédard.
 (novembre 2022).
Si vous disposez d'ouvrages ou d'articles de référence ou si vous connaissez des sites web de qualité traitant du thème abordé ici, merci de compléter l'article en donnant les références utiles à sa vérifiabilité et en les liant à la section « Notes et références ».
Théophile-Pierre Bédard (12 janvier 1837–16 janvier 1900 à l'âge de 63 ans) est un historien canadien. Il est surtout connu pour avoir publié, en 1869, l'Histoire de cinquante ans : 1791-1841.

## Biographie
Il est l'un des premiers historiens à se renseigner sur  cette période, qui fut l'un des plus mouvementées de l'histoire canadienne.  Pendant longtemps, son œuvre est demeurée une référence pour ceux qui voulaient s'intéresser au régime britannique. Edmond Lareau a commenté son œuvre dans son grand essai sur la littérature. 
Le critique littéraire Camille Roy affirme que cette Histoire de cinquante ans vaut d'ailleurs beaucoup mieux par les faits qu'elle rapporte que par la forme un peu sèche et lourde que l'auteur donne à ses récits.

## Publication
- Histoire de cinquante ans : 1791-1841, Annales parlementaires et politiques du Bas-Canada depuis la Constitution jusqu'à l'Union, Québec, Presses à vapeur de Léger Brousseau, 1869
- La comtesse de Frontenac (1632-1707), Pierre-Georges Roy éditeur, 1904.